# Jerzy Dorengowski
Jerzy Dorengowski (ur. 8 września 1916 w Szreńsku, zm. 11 maja 1991) – oficer Wojska Polskiego i Armii Krajowej, kawaler Krzyża Srebrnego Orderu Virtuti Militari.

## Życiorys
Absolwent gimnazjum (1935) w Ciechanowie. Po ukończeniu Szkoły Podchorążych Artylerii w Toruniu (1938) został przydzielony do 1 pułku artylerii przeciwlotniczej w Warszawie. Podczas kampanii wrześniowej brał udział w bitwie nad Bzurą. 
Podczas okupacji należał do ZWZ i AK, m.in. do batalionu „Wigry” z którym walczył podczas powstania warszawskiego na Woli i Starym Mieście. 
Po przejściu frontu został aresztowany przez Urząd Bezpieczeństwa w Ciechanowie na początku 1945, a następnie wcielony do ludowego Wojska Polskiego (od 1 sierpnia 1945) gdzie zajmował stanowisko komendanta Szkoły Podoficerskiej w 88 pułku artylerii przeciwlotniczej. Zwolniony ze względu na zły stan zdrowia 30 maja 1946.
Pracował następnie na różnych stanowiskach w administracji aż do emerytury w 1983.

## Życie rodzinne
Żonaty z Krystyną z d. Sadowska. Mieli dwoje dzieci: Danutę (ur. 1944) i Andrzeja (ur. 1949). 

## Ordery i odznaczenia
- Krzyż Srebrny Orderu Virtuti Militari (za udział w konspiracji)[1]
- Krzyż Walecznych[1]